# Dunstan (Maine)
Dunstan es un lugar designado por el censo ubicado en el condado de Cumberland en el estado estadounidense de Maine. En el censo de 2020 tenía una población de 2083 habitantes y una densidad poblacional de 252,18 habitantes por km². Fue incluido como CDP en el censo de 2020. 

## Geografía
Dunstan se encuentra ubicado en las coordenadas 43°34′14″N 70°23′15″O / 43.57056, -70.38750. Según la Oficina del Censo de los Estados Unidos,  tiene una superficie total de 8,26 km², de la cual 8,19 km² corresponden a tierra firme y 0,07 km² a agua.